# Can Bartu
Can Bartu, né le 31 janvier 1936 à Istanbul en Turquie et mort le 11 avril 2019, est un footballeur international turc, qui évoluait au poste de milieu offensif. 
Il compte 26 sélections et 6 buts en équipe nationale entre 1956 et 1969.

## Biographie

### Carrière de joueur
Avec le club de turc de Fenerbahçe, il remporte quatre titres de champion de Turquie et joue 10 matchs en Coupe d'Europe des clubs champions.
Avec l'équipe italienne de la Fiorentina, il est finaliste de la Coupe d'Europe des vainqueurs de coupe en 1962. Lors de la compétition, il inscrit un but lors de la demi-finale retour face au club hongrois d'Újpest.
Au total, il dispute 100 matchs en première division italienne, pour 14 buts inscrits, et 150 matchs en première division turque, pour 62 buts inscrits. Il réalise sa meilleure performance lors de la saison 1959-1960, où il inscrit 18 buts dans le championnat turc.

### Carrière internationale
Can Bartu compte 26 sélections et 6 buts avec l'équipe de Turquie entre 1956 et 1969. Lors de l'année 1969, il porte à cinq reprises le brassard de capitaine de la sélection nationale turque.
Il est convoqué pour la première fois par le sélectionneur national Cihat Arman pour un match amical contre la Pologne le 16 novembre 1956 (1-1). Par la suite, le 8 décembre 1957, il inscrit son premier but en sélection contre la Belgique, lors d'un match amical (1-1). Il reçoit sa dernière sélection le 16 novembre 1969 contre l'URSS (défaite 3-1).

## Palmarès
- Avec le Fenerbahçe :
  - Champion de Turquie en 1959, 1961, 1968 et 1970
  - Vainqueur de la Coupe de Turquie en 1968
  - Vainqueur de la Supercoupe de Turquie en 1968

- Avec la Fiorentina :
  - Finaliste de la Coupe d'Europe des vainqueurs de coupe en 1962